# ماکس گونتور
ماکس گونتور (به آلمانی: Max Günthör) (زاده ۹ اوت ۱۹۸۵ در فریدریشسهافن) بازیکن سابق والیبال اهل آلمان است. وی از سال ۲۰۰۷ تا ۲۰۰۹ عضو تیم ملی والیبال آلمان بود. ماکس به همراه تیم ملی آلمان مدال برنز والیبال قهرمانی جهان ۲۰۱۴ را به دست آورد. گونتور در سال ۲۰۱۵ در سن ۲۹ سالگی از دنیای حرفه‌ای والیبال خداحافظی کرد.